# آرثر فرنسيس
آرثر فرنسيس (1854 - ) (بالإنجليزية: Arthur Francis)‏ هو لاعب كريكت بريطاني.